# 1626
1626 (MDCXXVI) a fost un an comun al calendarului gregorian, care a început într-o zi de joi.

## Nașteri
- 18 decembrie: Regina Cristina a Suediei (d. 1689)

## Decese
- 30 septembrie: Nurhaci, 67 ani, lider manchurian (era Qing), (n. 1559)